# Hokkaido (cão)
Hokkaido[Nota] (em japonês:  北海道犬) é uma raça canina japonesa de porte médio, companhia dos imigrantes de Honshu para a cidade de Hokkaido durante a Era de Namakura nos idos de 1140. Tornada raça em 1937, assumiu o nome do local e foi usada para caça a ursos e outros animais. Seu físico, dito robusto, bem modelado e de ossatura forte, é resistente ao frio e às nevascas da região. Sua personalidade é classificada como resistente, dócil, confiável, corajosa e alerta.